# Арляново (Малопургинський район)
Арля́ново (рос. Арляново, удм. Арлан) — присілок в Малопургинському районі Удмуртії, Росія.
Урбаноніми:
- вулиці — Зарічна, Південна

## Населення
Населення — 145 осіб (2010; 159 в 2002).
Національний склад станом на 2002 рік:
- удмурти — 100 %